# プランプポップ
『プランプポップ』 (Plump Pop) は、1988年にタイトーから発売されたアーケードゲーム。ジャンルは固定画面アクションゲームである。サーカス（風船割りゲーム）のリメイク。
開発はタイトー熊谷で、『ニンジャウォーリアーズ』を手掛けた永田善久、岩崎雄二、緒方正樹、辻野浩司らがゲーム制作を担当、デザイナーにはタイトーで初めて女性社員も担当した。音楽は小倉久佳と外注会社SC（スペースクリエイティブ）が共作で担当している。

## 概要
ダイヤル式コントローラーとボタンで主人公の動物親子の両親を操作し、子供を落とさないようにトランポリンや頭で跳ね返す。両親はダイヤルを回すことで左右に移動、ボタンを押すとジャンプをする。上空にある風船をすべて割るとステージクリア。トランポリンから落とすと1ミスとなり、子供を全部（初期設定は3機）落とすとゲームオーバーとなる。なお、2人プレイ時は自分の子供以外も跳ね返すことが出来る（その際のスコアは受けたプレイヤーではなく子供の親に入る）。
なお、ステージによってしゃぼん玉やUFOなどが浮かんでいることもあるが、以下ではすべて「風船」と表記する。
ゲーム開始時に、犬、猫、豚の3種類の親子の中から選択する。みかけ以外の違いはないようである。

## ステージ構成
全10ラウンドで、各ラウンドは昼、夕方、ボーナスステージ、夜の4ステージで構成される。画面下の表記は最初が「R 1-1」で、数字部分は1-2、1-3、1-4、2-1、…となっていく。
昼と夕方は通常の風船割りである。ボーナスステージでは、上から降ってくるフルーツをキャッチすることになる。夜はボスステージで、上空に浮かぶボスキャラに子供を何回も当てて倒せばクリアとなる。BGMは、昼ステージ用のBGM、夕方ステージ用のBGM、…とそれぞれにある。
風船の動きはステージによって異なる。同じ位置にあって動かないステージや、一定のコースに沿って動くステージがある。

## 子供の動き
子供は放物線を描きながら上空に飛んでいき、スクリーンの上右左端や風船に当たると跳ね返る。一度に複数の風船を割ることができる。角度によっては別の風船に向かって飛ぶので、さらに連続して風船を割ることも可能である。
子供をトランポリンで跳ね返す瞬間にジャンプボタンを押すことで、より高く、そして高速に子供を飛ばすことができる（得点も高い）。
子供は、上空に浮かぶ雲の上に乗ることがある。このときジャンプボタンを押すと、子供も一緒にジャンプする。
基本的に、子供は一度に一人ずつ登場するが、ある状況になると、複数の子供を一度に扱うことができる。うまく扱えば早くステージクリアすることができるが、どの子を落としてもミスになるので、難しい状態とも言える。

## 永久パターン防止
永久パターン防止キャラは怪獣。両親と同じ軸に現れて左右に歩く。両親の移動の邪魔をするのが目的。両親が触れてもミスにはならないが、そのままだとひっかかるので、反対側に行くにはジャンプして飛び越えなければいけない。また、怪獣が出る前に残った風船が低いところに移動してくる。この高さだと、両親がうまくジャンプをすれば体当たりをして割ることができる。

## フルーツやアイテム
風船を割るとフルーツや鉄アレイ、アイテムを落とすことがある。フルーツを取ると得点である。鉄アレイは短時間であるが操作不能になる。アイテムは種類によって効力が異なる。なお、フルーツやアイテムが両親の頭に当たると跳ね返ってしまう。うまくトランポリンで受ける必要がある。
アイテムには、上空で爆発させて風船を消すことができるもの、鉄アレイを受けても平気になるもの、子供が風船を貫通するもの、などがある。

## 移植
- 日本国内では2007年3月29日発売のPlayStation 2用ソフト『タイトーメモリーズII 下巻』と、2022年3月2日発売の『イーグレットツー ミニ』に収録されている。
  - イーグレットツー ミニ版では別売りの拡張セットを接続する必要がある。
- 日本国外ではTaito Legendsに移植されている。